# Per Lundberg
Per Lundberg (24 de octubre de 1970) es un deportista sueco que compitió en remo. Ganó dos medallas de plata en el Campeonato Mundial de Remo, en los años 1991 y 1992.

## Palmarés internacional
| Campeonato Mundial | Campeonato Mundial | Campeonato Mundial | Campeonato Mundial  |
| Año                | Lugar              | Medalla            | Prueba              |
| ------------------ | ------------------ | ------------------ | ------------------- |
| 1991               | Viena (Austria)    | Medalla de plata   | Cuatro scull ligero |
| 1992               | Montreal (Canadá)  | Medalla de plata   | Cuatro scull ligero |